# Cai E
Cai E (xinès simplificat: 蔡锷; xinès tradicional: 蔡鍔; pinyin: Cài) (Shaoyang província de Hunan, 18 de desembre de 1882 - Fukuoka (Japó), 8 de novembre de 1916) va ser un polític, revolucionari i senyor de la guerra xinès.
En néixer va rebre el nom de Cai Genyin. De jove va ser alumne de l'Acadèmia Yuelu un dels centres més antics i prestigiosos de la Xina i el 1899 va anar a estudiar al Japó, De tornada al seu país va participar en el moviment contra la dinastia Qing però davant el fracàs de l'aixecament se'n va anar altre cop al Japó on s'adherí al moviment republicà Tongmenghui i participà en la Revolució Xinhai. Amb el triomf dels opositors va esdevenir Comandant en Cap del Govern Militar de Yunan. Arran de l'autoproclamació de Yuan Shikai com a emperador, les tropes de Cai, inferiors en nombre, van derrotar el seu exèrcit a Sichuan, fet que va obligar-lo a renunciar al tron. Quan Yuan Shikai va morir, els cabdills militars van ambicionar més poder i sorgiren diverses organitzacions rivals.
Cai exercí una gran influència sobre Zhu De que seria un dels grans líders de les tropes comunistes. Va morir als 33 anys poc després de la seva arribada al Japó per sotmetre's un tractament mèdic arran d'una malaltia que va contraure durant el conflicte bèl·lic.